# Běleč (district de Brno-Campagne)
Pour les articles homonymes, voir Běleč.
Běleč (en allemand : Bieltsch) est une commune du district de Brno-Campagne, dans la région de Moravie-du-Sud, en République tchèque. Sa population s'élevait à 191 habitants en 2020.

## Géographie
Běleč se trouve à 32 km au nord-ouest de Brno et à 158 km au sud-est de Prague.
La commune est limitée par Skorotice et Osiky au nord, par Synalov à l'est, par Ochoz u Tišnova au sud, et par Doubravník à l'ouest.

## Histoire
La première mention écrite du village date de 1447.

## Administration
La commune se compose de deux quartiers :
- Běleč
- Křeptov